# Várzea (Rio Grande do Norte)
Várzea est une municipalité brésilienne située dans l'État du Rio Grande do Norte.